# 히요시정 (교토부)
히요시정(일본어: 日吉町)은 2005년 12월 31일까지 존재했던 일본 교토부 후나이군의 정이다.
2006년 1월 1일에 소노베정·야기정, 기타쿠와다군 미야마정이 합병해 난탄시가 되어, 지방공공단체로서의 히요시정은 역사의 막을 내렸다.현재는 난탄시의 행정구 지명으로 남아 있다

## 역사
- 1955년 4월 1일 - 고카쇼촌, 고마고촌, 세키촌이 합병해 성립하였다.
- 2006년 1월 1일 - 소노베정·야기정, 기타쿠와다군 미야마정이 합병해 난탄시가 성립하였다. 동일 히요시정은 폐지되었다.

## 교통

### 철도
- 서일본 여객철도
  - 산인 본선